# 前70年代
| 千纪： | 前1千纪                                                                                          |
| 世纪： | 前2世纪 \| 前1世纪 \| 1世纪                                                                      |
| 年代： | 前100年代 \| 前90年代 \| 前80年代 \| 前70年代 \| 前60年代 \| 前50年代 \| 前40年代                |
| 年份： | 前79年 \| 前78年 \| 前77年 \| 前76年 \| 前75年 \| 前74年 \| 前73年 \| 前72年 \| 前71年 \| 前70年 |

前70年代從前79年1月1日開始，於前70年12月31日結束。

## 大事记
- 公元前79年，羅馬共和國維蘇威火山爆發，龐貝城陷沒。
- 公元前78年，漢遣度遼將軍范明友擊匈奴。
- 公元前77年，中郎將傅介子斬樓蘭王，樓蘭改國號為鄯善。
- 公元前75年，築遼東、玄菟城。 烏桓侵邊，被范明友擊退。
- 公元前74年，漢昭帝劉弗陵卒，侄劉賀嗣位，立二十七日，被大將軍霍光所廢，立故太子劉據孫劉病已，是為漢宣帝。
- 公元前73年，羅馬共和國斯巴达克斯起义，奴隸戰爭。
- 公元前71年，霍光妻霍顯毒死皇后許平君。羅馬共和國奴隸戰爭结束。
- 公元前70年，漢宣帝劉病已立霍光女霍成君為皇后。廣川王劉去殺其姬妾十餘人，事發，自殺。羅馬共和國元老院選克拉蘇及龐培為執政官。

## 逝世
- 眭弘